# チャールズ・イームズ
チャールズ・オーモンド・イームズ Jr（Charles Ormond Eames, Jr、1907年6月17日 - 1978年8月21日）は、アメリカ合衆国のデザイナー、建築家、映像作家。妻のレイ・イームズと共に、積層合板やプラスチック、金属といった素材を用いて、20世紀における工業製品のデザインに大きな影響を与える作品を残した。

## 人物・来歴
チャールズ・イームズは、1907年、アメリカ合衆国ミズーリ州セントルイスに1男第5子として生まれた。12歳の時、父が他界。母と姉と共に二人の叔母の家に移り住む。その頃から写真を趣味にしていた父親の遺した機材を使い写真撮影を始めた。14歳の頃、高校へ通いながら放課後や週末にレイクリード・スチール社で製図工見習いとして勤め、設計や製図を身につけたといわれている。
イームズは、1925年から1928年の間、奨学金を受けセントルイス・ワシントン大学建築学科へ通った。彼は、研究課題として建築家のフランク・ロイド・ライトを取り上げることを教授らに提案し、近代建築に過度に熱をあげ過ぎたため、退学となってしまう。その理由としてある教授は、「彼の物の見方はモダンすぎる。」というコメントをレポートに残している。ワシントン大学在学中、彼は最初の妻、キャサリン・ウォーマンと出会い、1929年に結婚。ヨーロッパ旅行へ行き、モダニズム建築に触れる。その後、娘ルーシアをもうけている。
アメリカへ戻ったイームズであったが、世界恐慌の折、仕事はほとんどなく、チャールズ・グレイ、その後にはウォルター・ポーリーとパートナーを組み、1930年セント・ルイスで建築設計事務所を開設。その間に設計した聖メリーズ教会が「アーキテクチュアル・フォーラム」に取り上げられ、それを見たエリエル・サーリネンが手紙を送ったことでサーリネンとイームズの交流が始まる。
イームズに大きな影響を与えた人物にフィンランド人の建築家、エリエル・サーリネン（後にその息子でエーロ・サーリネンとはパートナーとなり親友となる）がいる。1936年、エリエル・サーリネンの招待で、イームズは妻子と共にミシガンへ引っ越し、「クランブルック美術学院」に奨学生として入学。後年には同校でインダストリアルデザイン学科長として教壇に立つ。イームズの入学申請当時、同校の建築・都市計画コースでは、新入学生は前もって設計課題の決定と、そのための情報収集を行っておくことを必須としており、彼はセントルイスのウォーターフロントに興味を持っていたという。
1940年、イームズは、エーロ・サーリネンとともに、ニューヨーク近代美術館開催の「オーガニック家具デザイン」コンペに応募する。成型合板を使った椅子、棚、机を出品し6部門中2部門で優賞した。彼らの作品は、アルヴァ・アールトの開発した木材成型の新技術を見事に利用し、3次元の立体曲線によって背面と座面、肘掛けを継ぎ目なしで繋いだ物であった。

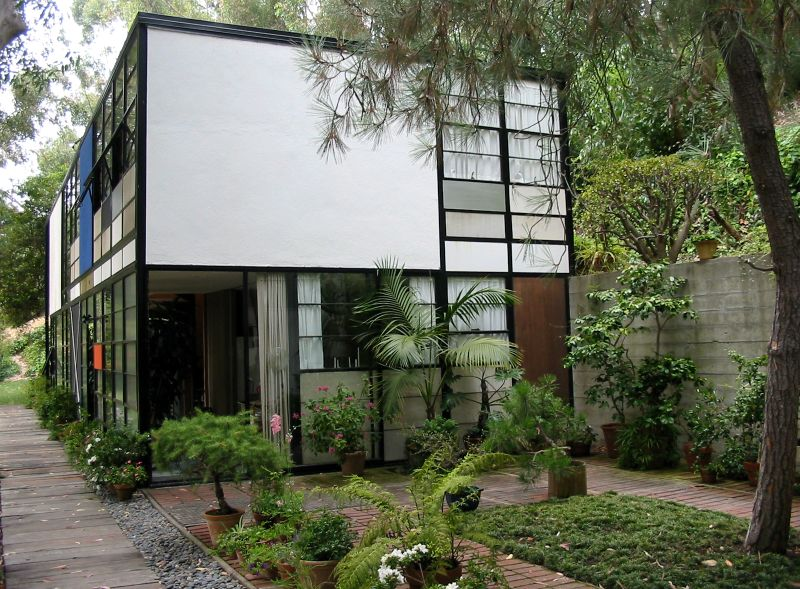
イームズ邸（1949年）

1941年、妻のキャサリンと離婚。クランブルック美術学院に勤務する同僚であり、カリフォルニア州サクラメント出身のレイ・カイザーと再婚する。同年、クランブルックの教職を辞し、その後の生涯にわたる活動拠点となるロサンゼルスへ移る。メトロ・ゴールドウィン・メイヤーの美術部に勤めながら、合板を使った家具の大量生産に向けた製作に取り組み始める。その後もイームズは合板の成型装置を発明するなど成型合板の技術を発展させ、多くの製品を開発した。その作品は、椅子をはじめとする家具にとどまらず、彫刻作品、骨折時に使う添え木や担架、飛行機の部品、にまでおよび、中でも脚用の添え木「レッグ・スプリント」は海軍で採用され、第2次世界大戦終了までの間にのべ15万本以上も製造された。「レッグ・スプリント」はイームズの手がけた最初の大量生産品でもあった。
積層合板を使った製品の大量生産の実現に努める一方で、1942年からはジョン・エテンザが中心となりロサンゼルスで発行されていた芸術雑誌「アーツ＆アーキテクチャー（arts & architecture）」の編集に加わる。1949年には、その企画であるケース・スタディ・ハウスに参加し、自邸であるNo.8を手掛けている。太平洋を見下ろす崖の上に建てられたイームズ邸は、建築費を抑えるため、鉄骨から内装材に至る、その部材の全てがアメリカ国内で流通していた既製品によって構成されており、工業化時代の新しい建築のあり方を示すものとして、記念碑的な位置づけをされている。
チャールズ・イームズは、1978年8月21日、故郷セントルイスへの帰省中、心臓発作で息を引き取る。71歳没。現在は、セントルイス・ウォーク・オブ・フェームにその名を刻まれている。妻レイ・イームズが息を引き取ったのは10年後、奇しくもチャールズと同じ日付、1988年8月21日であった。

## デザイン

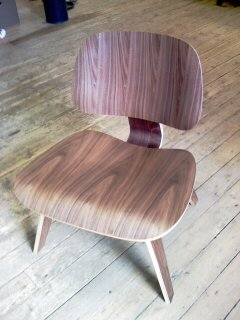
Eames Lounge Chair Wood

1950年代もイームズ夫妻は建築、家具のデザインを続け、初期に手掛けた合板加工だけでなく、プラスチック、繊維強化プラスチック、ワイヤーを素材とした椅子をデザインし、家具メーカーのハーマンミラー社に提供した。
一方で、ショートフィルムの製作にも興味を示し、1960年代以降は、ショートフィルム製作と展覧会プロデュースを主な活動としてゆくことになる。ショートフィルムの作品には未完の処女作「旅する少年（Traveling Boy）」（1950年）、代表作「パワーズ・オブ・テン（Powers of Ten）」（1977年）などがある。彼らの作品は想像力に溢れ、実験的であり、当時チャールズが講師を務めていたカリフォルニア大学バークレー校では教育の場にも用いられた。
イームズ夫妻によって制作されたショートフィルムには、旅行中に興味を惹かれて収集した、おもちゃや土産物を記録したものが多い。また、自らの展示の制作過程や、伝統的な家具の製作風景、あるいは駐車場の路面の上で動く石鹸の泡など、ありふれたものも撮影している。おそらく最も有名な 「パワーズ・オブ・テン」では、数量の比較を視覚的に捉え、視点を地球から宇宙の果てへと拡大し、そして炭素原子の原子核へと縮小していく様を劇的に見せている。チャールズは写真家としても多作であり、自身の家具、展示品、収集品を75万枚もの写真に納めており、これらは現在、アメリカ議会図書館に収蔵されている。
イームズ夫妻は、展示のプロデュースも数多く行っている。最初の作品は、IBMの依頼による「マスマティカ展：数の世界…そしてその向こう（Mathematica: a world of numbers...and beyond）」という展示であり、これは唯一現存しているものでもある。元々は現カルフォルニア科学センター（California Science Center）の新棟のために制作されたものであったが、現在はニューヨーク科学館（New York Hall of Science）にて展示されている。1961年、シカゴ科学産業博物館のために複製され、1980年にはボストン科学博物館に移された。1964／65年のニューヨーク世界博覧会にて、IBMパビリオンで展示されたものは、これの別バージョンであり、博覧会後はシアトルのパシフィック・サイエンス・センターにて、1980年まで展示された。マスマティカ展は、今も、科学を一般に広めるための展示の、モデルとして評価されている。その後も、 「A Computer Perspective: Background to the Computer Age」（1971年。1973年にエキシビジョンの内容をまとめて書籍を刊行。1990年に内容を大幅に追加された新版が刊行。日本語版は1994年にアスキーから。現在はちくま学芸文庫より）、「 フランクリンとジェファーソンの世界 」（1975-1977年）などの作品がある。

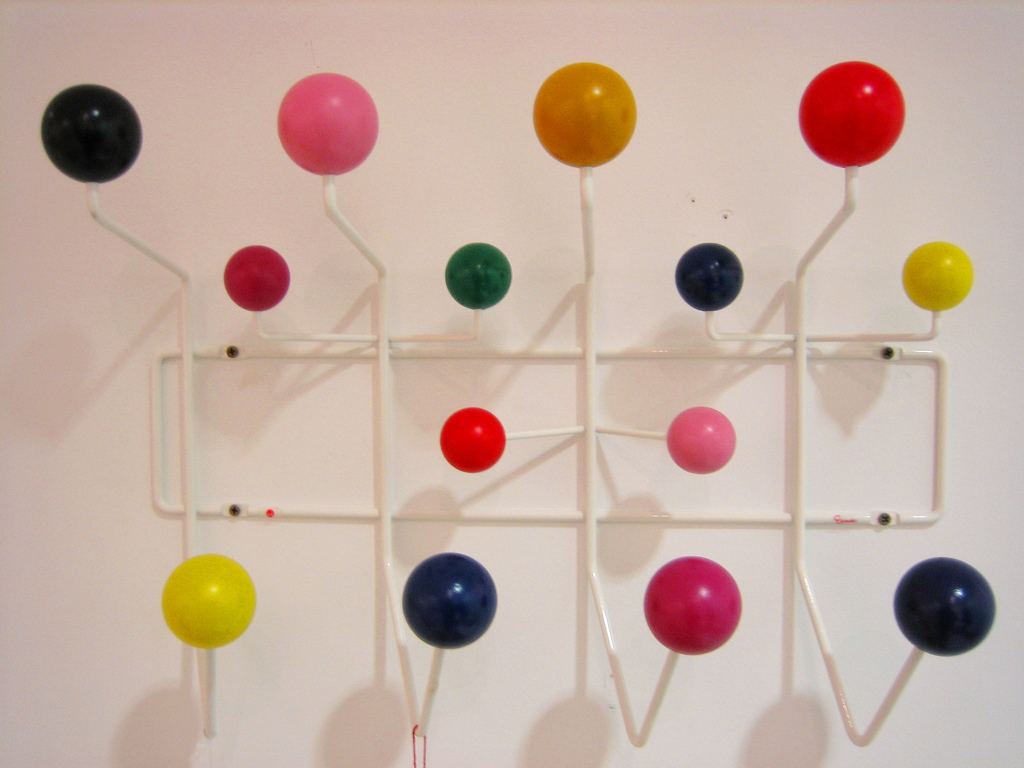
イームズ夫妻のデザインによるハンガーラック「ハング・イット・オール（Hang-It-All）」(1953年)

チャールズ＆レイ・イームズ事務所は、40年以上(1943-88年）にも渡り、カルフォルニア州ロサンゼルス、901 Washington Boulevard in Veniceで活動を続け、ドン・アルビソン（Don Albinson）やデボラ・サスマン（Deborah Sussman）といったデザイナーを輩出した。ここで生まれたデザインは、合板成形によるDCW（Dining Chair Wood）やDCM（Dining Chair Metal with a plywood seat）（1945年）、Eames Lounge Chair （1956年）、Aluminum Group furniture （1958年）、友人である映画監督ビリー・ワイルダーのためにデザインした、Eames Chaise （1968年）、Do-Nothing Machine (1957)、ソーラー・エネルギーの実験、そして数多くのおもちゃなど、多岐にわたる。

## 主な仕事
建築

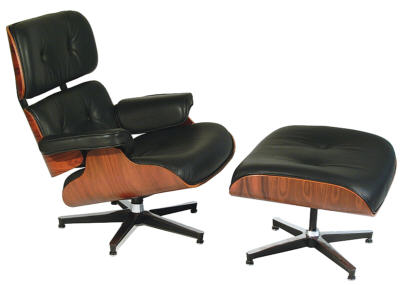
ラウンジチェア＆オットマン

- 1936年 ディンスモア・ハウス　ロバート・ウォルシュと共同設計
- 1938年 マイヤー邸　ロバート・ウォルシュと共同設計
- 1949年 イームズ邸（ケース・スタディ・ハウスNo.8）
- 1949年 エンテンザ邸（ケース・スタディ・ハウスNo.9）エーロ・サーリネンと共同設計

家具
- 1945年 プライウッド・チェア
- 1948年 ラ・シェーズ
- 1950年 プラスティック・チェア
- 1951年 ワイヤーメッシュ・チェア
- 1956年 ラウンジチェア＆オットマン
- 1958年 アルミナム・グループ

映像
- 1953年 コミュニケーション入門
- 1957年 おもちゃの汽車のトッカータ
- 1972年 SX-70
- 1977年 パワーズ・オブ・テン

その他

## 外部サイト
- Eames Office 公式サイト